# Zaomma lambinus
Zaomma lambinus är en stekelart som först beskrevs av Walker 1838.  Zaomma lambinus ingår i släktet Zaomma och familjen sköldlussteklar. Arten är reproducerande i Sverige. Inga underarter finns listade i Catalogue of Life.